# Bosnië en Herzegovina op het Eurovisiesongfestival 2006
Bosnië en Herzegovina nam deel aan het Eurovisiesongfestival 2006 in Athene, Griekenland. Het was de 12de deelname van het land op het Eurovisiesongfestival. De artiest werd gekozen door een interne selectie. BHRT was verantwoordelijk voor de Bosnische bijdrage voor de editie van 2005.

## Selectieprocedure
De artiest voor deze editie werd via een interne selectie gekozen. Men koos uiteindelijk voor Hari Mata Hari met het lied Lejla. Het lied werd geschreven door Zeljko Joksimovic van Servië en gaat over een ongelukkige liefde.

## In Athene
Eerst moest het land aantreden in de halve finale.
Daarin moest Bosnië-Herzegovina optreden als 22ste, net na Estland en voor IJsland.
Op het einde van de avond bleken ze in een van de enveloppen te zitten en mochten doorgaan naar de finale. Ze waren op een 2de plaats waren geëindigd met 267 punten.
Men ontving 9 keer het maximum van de punten.
België en Nederland hadden respectievelijk 6 en 8 punten over voor deze inzending.
In de finale moest Bosnië-Herzegovina optreden als 13de, net na Roemenië en voor Litouwen.
Op het einde van de puntentelling bleek dat ze op een 3de plaats waren geëindigd met 229 punten.
Dit is tot op heden het beste resultaat van het land op het festival.
Men kreeg in de finale 8 keer het maximum van de punten.
België en Nederland hadden respectievelijk 6 en 8 punten over voor deze inzending.

### Gekregen punten

#### Halve finale
| 12 punten | 10 punten                                                    | 8 punten                                       | 7 punten            | 6 punten                                                |
| --- | ------------------------------------------------------------ | ---------------------------------------------- | ------------------- | ------------------------------------------------------- |
| - Finland - Kroatië - Monaco - Noorwegen - Roemenië - Servië en Montenegro - Slovenië - Turkije - Zwitserland | - Albanië - Bulgarije - Duitsland - Noord-Macedonië - Zweden | - Denemarken - Moldavië - Nederland - Oekraïne | - IJsland - Rusland | - België - Frankrijk - Griekenland - Ierland - Portugal |
| 5 punten | 4 punten                                                     | 3 punten                                       | 2 punten            | 1 punt                                                  |
| - Armenië - Cyprus - Polen                                                                                    | - Verenigd Koninkrijk                                        | - Litouwen - Wit-Rusland                       | - Letland - Malta   | - Andorra - Estland - Israël - Spanje                   |

#### Finale
| 12 punten                                                                                                | 10 punten                        | 8 punten                             | 7 punten                               | 6 punten                                     |
| --- | -------------------------------- | ------------------------------------ | -------------------------------------- | -------------------------------------------- |
| - Albanië - Kroatië - Noord-Macedonië - Monaco - Servië en Montenegro - Slovenië - Turkije - Zwitserland | - Finland - Oekraïne - Zweden    | - Denemarken - Nederland - Noorwegen | - Bulgarije - Duitsland - Roemenië     | - België - Frankrijk - Griekenland - Rusland |
| 5 punten                                                                                                 | 4 punten                         | 3 punten                             | 2 punten                               | 1 punt                                       |
| - Armenië - Moldavië                                                                                     | - Litouwen - Polen - Wit-Rusland |                                      | - Cyprus - Ierland - Israël - Portugal | - Spanje                                     |

### Punten gegeven door Bosnië-Herzegovina

#### Halve Finale
Punten gegeven in de halve finale:
| 12 punten | Turkije         |
| 10 punten | Noord-Macedonië |
| 8 punten  | Finland         |
| 7 punten  | Slovenië        |
| 6 punten  | Zweden          |
| 5 punten  | Albanië         |
| 4 punten  | Rusland         |
| 3 punten  | Oekraïne        |
| 2 punten  | Litouwen        |
| 1 punt    | IJsland         |

#### Finale
Punten gegeven in de finale:
| 12 punten | Kroatië         |
| 10 punten | Turkije         |
| 8 punten  | Noord-Macedonië |
| 7 punten  | Finland         |
| 6 punten  | Rusland         |
| 5 punten  | Oekraïne        |
| 4 punten  | Zwitserland     |
| 3 punten  | Zweden          |
| 2 punten  | Roemenië        |
| 1 punt    | Griekenland     |